# 王林虎
王林虎（1969年11月—），山西长治人，中华人民共和国政治人物。1990年7月参加工作，1992年6月加入中国共产党。曾任中共青海省委常委、政法委书记，青海省人民政府常务副省长等职务。现任中共湖北省委常委、政法委书记。

## 生平
1990年7月毕业于青海师范大学政教系政治教育专业，此后曾于青海第一毛纺厂、西宁市轻工纺织工业局、西宁市人民政府办公厅等单位工作。2001年2月，任西宁经济技术开发区管委会副主任。2003年4月，任西宁经济技术开发区管委会副主任、党工委委员。2006年6月，任西宁经济技术开发区东川工业园区管委会主任、党委书记。2010年12月，任中共格尔木市委副书记、副市长、代市长，隔年2月当选为市长。2012年8月，任中共海西州委常委、德令哈市委书记。2015年2月，兼任柴达木循环经济试验区管委会副主任，同年8月改任中共海西州委常委、副州长，柴达木循环经济试验区管委会副主任。2018年1月，升任中共海东市委副书记、市长，海东工业园区管委会主任。2021年3月，任中共海东市委书记。
2022年5月，任中共青海省委常委、政法委书记。2023年5月，转任青海省人民政府党组副书记，不再担任省委政法委书记，同年6月任青海省人民政府副省长。
2024年11月，转任中共湖北省委常委、政法委书记。